# 汤岙朱
汤岙朱（TangAoZhu）村，是浙江省温州市下辖县级市-乐清市柳市镇的一个自然村莊。其址位于县城南8.6公里。属平原地区。

## 历史沿革

### 史书记载
```
   朱氏之族，出自義陽。操隱公登唐庚戌進士，官永嘉尉，因五季之亂，棄官不仕，隱居柟溪珍川之花壇。瓜綿椒衍，派別支分，其散處各州郡者指不勝屈，使無譜牒以載之，則鴻而弗彰，淆散而無統。於是而纂葺之，定世系，辨昭穆，俾人人生睦族之念，篤愛敬之心，達親長之情，返本窮源，則猶罔而有綱，統約而可理。
   粵考世系，歷宋至明，或以政治顯，或以道學名。若直清公者，知江西撫州府事，後詔敷文閣侍制大學士，欽使封藩官　兩廣，漕運有聲，賜蓋五鳳樓台暨墓 翁仲石獸，其跡尚存。表表循良，至今膾炙人口。乃孫榮，由國學仕序班次。孫冑，少游郡邑庠，詔選國賓，仕教授越。伯民公，徙居樂左原之山坑。伯選公，徙居潘河，乃太守公之裔孫也。其適後，女適支門狀元公之有，屈遭其變亂，朱氏避居湯嶴，遂家焉。綿綿延延，相繼弗替，則其源遠流長，本固枝茂。咸因操隱公積德累仁，鐘後而發者也。是為序。
   時明崇禎四年五月谷旦，北京中台御史郡人李光春頓首拜撰。
                                                                                                                   ————《朱氏宗譜序》
```

《序》作于明毅宗崇祯四年（1631）

### 始祖及名称来历
汤岙朱氏：始迁祖朱宗泰，字伯选，号得交，原籍湖北襄阳。元至正年间（1341）自永嘉县花坛转迁乐清汤岙（今乐清柳市镇汤岙朱）。后裔分布汤岙朱、永嘉乌牛、洞头北岙、北白象横带桥、湖横、石马、万岙等地。
清光绪辛丑年间（西元1901年）《乐清县志》记载，汤岙属长安乡五都。其地原为海岙，先有汤姓人聚居建村，故名汤岙。后又有朱姓人自永嘉花坛迁此定居，遂称汤岙朱村。

## 文化遗产
汤岱朱村是浙江省非物质文化遗产“金漆圆木”的发源地。由于汤岙圆木工艺构思巧妙、制作精心、形状雅致、实用耐用，成为人们不可或缺的生活必需品，汤岙圆木制品一度饮誉瓯江南北。鼎盛期，金漆圆木从业者一度超过上千人。